# Pamela Susan Shoop
Pour les articles homonymes, voir Shoop.
Pamela Susan Shoop est une actrice américaine née le 7 juin 1948 à Hollywood (Los Angeles).

## Biographie
Elle est la fille de l'actrice Julie Bishop et du pilote d'essai Clarence A. Shoop (en). En 1987, elle a épousé Terrance Sweeney, un ancien prêtre jésuite.

## Filmographie
Cinéma
| Année | Titre                                             | Rôle                      | Notes               |
| ----- | ------------------------------------------------- | ------------------------- | ------------------- |
| 1969  | Changes                                           | Student Hippie Sculptress | (voice, uncredited) |
| 1972  | Frog Story (court métrage)                        | Frog girl                 |                     |
| 1977  | L'Empire des fourmis géantes (Empire of the Ants) | Coreen Bradford           | (Pamela Shoop)      |
| 1978  | The One Man Jury                                  | Wendy Sommerset           | (Pamela Shoop)      |
| 1981  | Halloween 2                                       | Karen Bailey              |                     |
| 2006  | Halloween: 25 Years of Terror                     | Herself                   |                     |
| 2013  | The Night She Came Home!!                         | elle-même                 |                     |

Télévision
| Année     | Titre                                            | Rôle                              | Notes                                                                                |
| --------- | ------------------------------------------------ | --------------------------------- | ------------------------------------------------------------------------------------ |
| 1970      | The Interns (série)                              | Janet Keller                      | épisode Mondays Can Be Fatal (1.10)                                                  |
| 1972      | Night Gallery (série)                            | Mrs. Foster                       | épisode The Sins of the Fathes / You Can't Get Help Like That Anymore (Pamela Shoop) |
| 1972      | Sur la piste du crime (The F.B.I.) (série)       | Muriel Davis                      | épisode The Corruptor (7.23)                                                         |
| 1972      | The Rookies (série)                              | Patty Lewis                       | épisode The Bear That Didn't Get Up (1.7) (Pamela Shoop)                             |
| 1972      | Mannix (série)                                   | Jan Lachlan                       | épisode To Kill a Memory (6.7) (Pamela Shoop)                                        |
| 1972      | La Nouvelle Équipe (The Mod Squad) (série)       | Carol Bridgewater                 | épisode Crime Club (5.11) (Pamela Shoop)                                             |
| 1973-1974 | Return to Peyton Place (série)                   | Alison MacKenzie Tate #2          |                                                                                      |
| 1976      | Switch (série)                                   | Sue Zirk                          | épisode Before the Holocaust (1.19) (Pamela Shoop)                                   |
| 1976      | Gemini Man (mini-série)                          | Barby                             | épisode Sam Casey, Sam Casey (1.3)                                                   |
| 1976      | Emergency! (série)                               | Marcia Emerson                    | épisode That Time of Year (6.4) (Pamela Shoop)                                       |
| 1976      | Wonder Woman (série)                             | Magda                             | épisode The Feminum Mystique: Part 1 (1.5) (Pamela Shoop)                            |
| 1976      | Wonder Woman (série)                             | Magda                             | épisode The Feminum Mystique: Part 2 (1.6) (Pamela Shoop)                            |
| 1977      | Keeper of the Wild (série)                       | Holly James                       | épisode (1.1)                                                                        |
| 1977      | Code R (série)                                   | Debbie Payton                     | épisode Beauty and the Beach (1.10)                                                  |
| 1977      | 79 Park Avenue (mini-série)                      | Angie Harding                     |                                                                                      |
| 1978      | The Incredible Hulk (série)                      | Carol Abrams                      | épisode Terror in Times Square (1.6) (Pamela Shoop)                                  |
| 1978      | Kaz (série)                                      | Laura Colcourt                    | épisode A Fine Romance (1.9)                                                         |
| 1979      | Battlestar Galactica (série)                     | IFB Interviewer                   | épisode The Man With Nine Lives (1.15)                                               |
| 1979      | Dallas Cowboys Cheerleaders (série)              | Betty Denton                      |                                                                                      |
| 1979      | Buck Rogers in the 25th Century (série)          | Tangie                            | épisode Vegas in Space (1.3)                                                         |
| 1979      | Vega$ (série)                                    | Maryann Silverton                 | épisode Runaway (2.4)                                                                |
| 1979      | B.J. and the Bear (série)                        | Alison Spencer                    | épisode Silent Night, Unholy Night (2.12)                                            |
| 1979      | Chips (CHiPs) (série)                            | Alice Piermont                    | épisode Christmas Watch (3.15)                                                       |
| 1980      | Buck Rogers in the 25th Century (série)          | Tangie                            | épisode A Blast for Buck (1.14)                                                      |
| 1980      | Hawaii 5-0 (Hawaii Five-O) (série)               | Jennifer Fair                     | épisode School for Assassins (12.12)                                                 |
| 1980      | Vega$ (série)                                    | Maryann Silverton                 | épisode The Private Eye Connection (2.11)                                            |
| 1980      | Galactica 1980 (série)                           | Dorothy Carlyle                   | épisode Galactica Discovers Earth: Part 1 (1.1)                                      |
| 1980      | Magnum (série)                                   | Alice Cook                        | épisode Don't Eat the Snow in Hawaii (1.1)                                           |
| 1980      | B.J. and the Bear (série)                        | Dolly Reed                        | épisode The Fast and the Furious: Part 1 (3.3)                                       |
| 1980      | B.J. and the Bear (série)                        | Dolly Reed                        | épisode The Fast and the Furious: Part 2 (3.4)                                       |
| 1981      | Fitz and Bones (série)                           |                                   | épisode To Kill a Ghost (1.3)                                                        |
| 1981      | L'Île fantastique (série)                        | Mira Dutton                       | épisode Lillian Russell/The Lagoon (5.8)                                             |
| 1981      | Chips (CHiPs) (série)                            | Chickee                           | épisode Mitchell & Woods (5.12)                                                      |
| 1981      | The Fall Guy (série)                             | Rhonda Starr                      | épisode The Meek Shall Inherit Rhonda (1.2) (Pamela Shoop)                           |
| 1982      | K 2000 (série)                                   | Maggie                            | épisode Knight of the Phoenix (1.1)                                                  |
| 1982      | The Fall Guy (série)                             | Marnie Greer                      | épisode Bail and Bond (2.1)                                                          |
| 1982      | Hooker (T.J. Hooker) (série)                     | Sheila Benson                     | épisode A Cry for Help (2.9)                                                         |
| 1983      | Fame (série)                                     | Nancy                             | épisode Relationships (2.13)                                                         |
| 1983      | Tales of the Gold Monkey (série)                 | Sister Teresa / Brigid Harrington | épisode Force of Habit (1.16)                                                        |
| 1983      | The Rousters (série)                             | Trish Callahan                    |                                                                                      |
| 1983      | The Rousters (série)                             | Trish Callahan                    | épisode The Rousters (1.1)                                                           |
| 1984      | Masquerade (série)                               |                                   | épisode Oil (1.7) (Pamela Shoop)                                                     |
| 1984      | Whiz Kids (série)                                | Marcie                            | épisode The Sufi Project (1.15)                                                      |
| 1985      | I Had Three Wives (série)                        | Vicki                             | épisode Bedtime Stories (1.3)                                                        |
| 1985      | K 2000 (série)                                   | Marta Simmons                     | épisode Knight of the Juggernaut (4.1)                                               |
| 1985      | Les deux font la paire (Scarecrow and Mrs. King) | Carla Quite                       | épisode Fast Food for Thought (3.12)                                                 |
| 1986      | Arabesque (Murder, She Wrote) (série)            | Katie McCallum                    | épisode Death Stalks the Big Top: Part 1 (3.1)                                       |
| 1986      | Arabesque (Murder, She Wrote) (série)            | Katie McCallum                    | épisode Death Stalks the Big Top: Part 2 (3.2)                                       |
| 1987      | The Law and Harry McGraw (série)                 |                                   | épisode Mr. Chapman, I Presume? (1.3)                                                |
| 1987      | Simon et Simon (Simon & Simon) (série)           | Jenny Burgess                     | épisode Deep Water Death (6.13)                                                      |
| 1988      | The Highway (série)                              | Dr Chadway                        | épisode Send in the Clones (1.5)                                                     |
| 1988      | Simon et Simon (Simon & Simon)                   | Beth Eastwick                     | épisode Beauty and Deceased (8.1)                                                    |
| 1991      | Vic Daniels, flic à Los Angeles (série)          | Sue Cunningham                    | épisode Armored Truck 211s (1.20)                                                    |
| 1992      | Arabesque (Murder, She Wrote) (série)            | Dorothy Porter                    | épisode Badge of Honor (8.21)                                                        |
| 1992      | Dangerous Curves (en) (série)                    | Stella                            | épisode Old Acquaintance (2.5)                                                       |
| 1996      | Kung Fu: The Legend Continues (série)            | Dr. Jennifer Harmon               | épisode Dark Vision (4.1)                                                            |